# پولیتوتدل (باشقیرستان)
پولیتوتدل (انگلیسی: Politotdel, Republic of Bashkortostan) یک شهرک در شهرستان داولکانوفسکی در استان باشقیرستان کشور روسیه است.